# Marc Jan Eumann

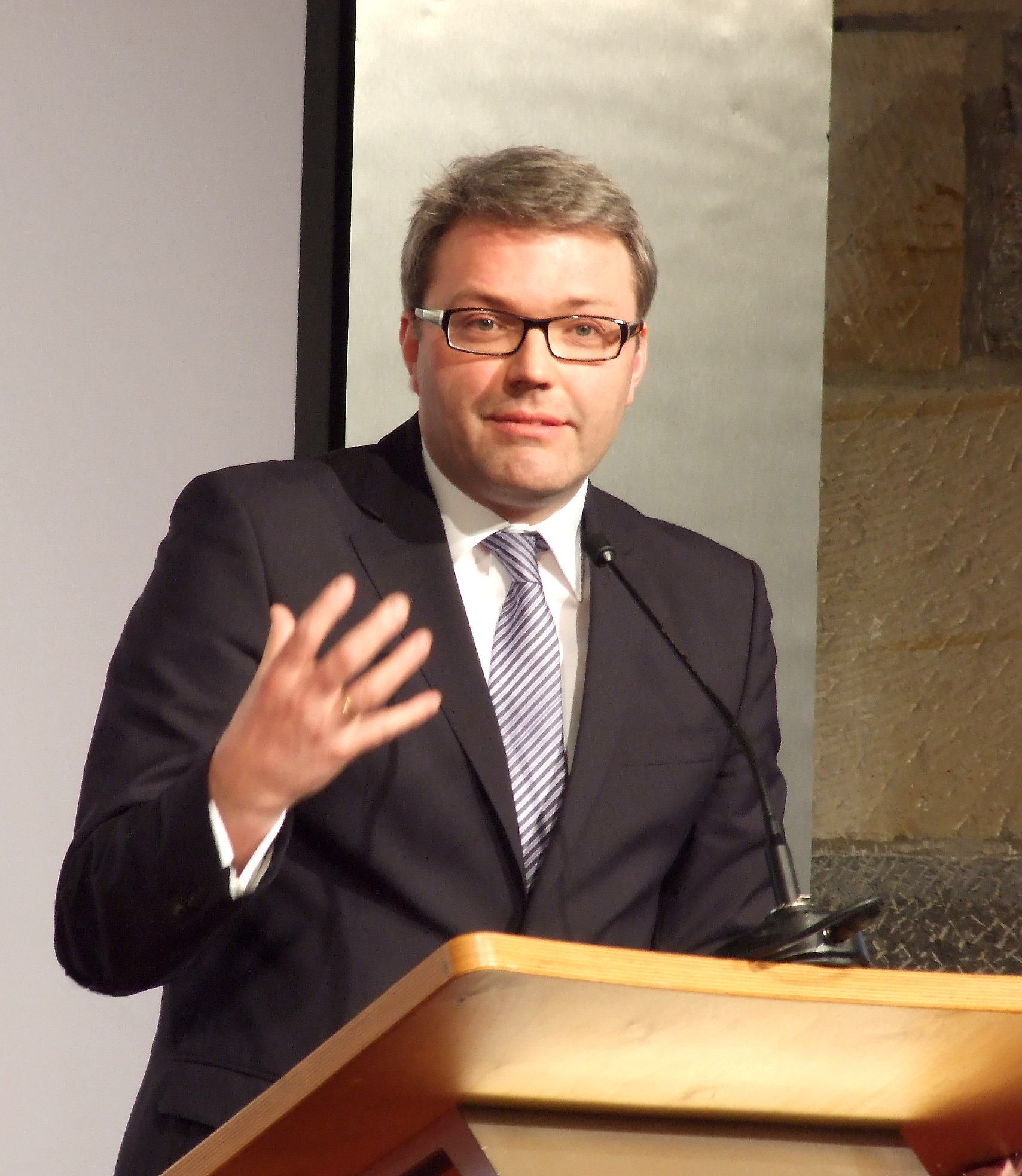
Marc Jan Eumann (2012)

Marc Jan Eumann (* 26. Februar 1966 in Hamburg) ist ein deutscher Politiker (SPD). Er war von 2010 bis 2017 Staatssekretär für Bundesangelegenheiten, Europa und Medien in der Staatskanzlei des Landes Nordrhein-Westfalen. Seit 1. April 2018 ist Eumann Direktor der Medienanstalt Rheinland-Pfalz und zusätzlich seit 2021 Geschäftsführer der Tochtergesellschaft Medienförderung RLP GmbH. Seit dem 1. Januar 2020 ist Eumann außerdem Vorsitzender der Kommission für Jugendmedienschutz (KJM).

## Leben

### Studium und Promotion
Eumann studierte nach dem Abitur 1985 (Hölderlin-Gymnasium, Köln) bis 1988 an der Rheinischen Friedrich-Wilhelms-Universität Bonn Geschichte, politische Wissenschaft und rechtswissenschaftliche Fächer (Öffentliches Recht). Von 1988 bis 1991 studierte er an der Universität zu Köln Mittlere und Neuere Geschichte, Anglo-Amerikanische Geschichte, ein rechtswissenschaftliches Teilgebiet (Völkerrecht) und Kunstgeschichte. Er schloss sein Studium 1991 mit dem Magister artium ab.
Im Februar 2011 wurde Eumann an der TU Dortmund bei Horst Pöttker zum Thema „Deutscher Pressedienst“ promoviert. In Bezug auf diese Doktorarbeit wurden bald Vorwürfe des „Selbstplagiats“ erhoben. In einer Rezension in der Fachzeitschrift Publizistik befand der Medienwissenschaftler Arnulf Kutsch, Eumann habe vor allem die eigene Magisterarbeit „aufgepeppt“, ohne dies kenntlich zu machen und ohne sie konzeptionell, methodisch oder inhaltlich zu erweitern, wobei die Quellenarbeit weitgehend mangelhaft gewesen sei. In einer Vorbemerkung hatte Eumann jedoch offengelegt, dass er die Rechercheergebnisse seiner Magisterarbeit für die Promotion aufgriffen hatte. Nach einer internen Vorprüfung beauftragte die TU Dortmund wegen der Komplexität der Sach- und Rechtslage einen externen Juristen mit der Erstellung eines Rechtsgutachtens. Am 9. April 2014 entschied der Rat der Fakultät Kulturwissenschaften gegen eine Aberkennung des Grades, da Eumann keine vorsätzliche Täuschungsabsicht habe nachgewiesen werden können. Dessen Doktorvater Pöttker zeigte sich schockiert über die Entscheidung und fühlte sich durch Eumann mehrfach getäuscht. Zweitgutachter Ulrich Pätzold wusste von der Vorarbeit und hatte Eumann selbst zur Wiederaufnahme des Themas ermutigt. Der FAZ-Redakteur Reiner Burger kritisiert das Verfahren als „Karikatur einer Entscheidung“.

### Politik
Eumann ist seit 1987 Mitglied der SPD. Von 1991 bis 1994 war er Vorsitzender der Jusos im Bezirk Mittelrhein, von 1993 bis März 2007 Mitglied im Vorstand der Kölner SPD. Er ist zudem Mitglied der Gewerkschaft ver.di, der Arbeiterwohlfahrt und der SJD „Die Falken“.
Eumann war von 1995 bis zu seiner Ernennung zum Staatssekretär 2010 Abgeordneter des Landtags Nordrhein-Westfalen. Von 2000 bis 2010 war er stellvertretender Fraktionsvorsitzender der SPD-Landtagsfraktion und koordinierte die Bereiche Wirtschaft, Wissenschaft, Kultur und Medien.
Im Jahr 2002 wurde Eumanns Verwicklung in die Kölner Spendenaffäre bekannt, bei der er unrichtige Spendenquittungen erhalten hatte. Das Verfahren stellte die Staatsanwaltschaft gegen Zahlung eines niedrigen vierstelligen Betrages an eine gemeinnützige Organisation ein.
Eumann war von 2006 bis 2018 Vorsitzender der vom Parteivorstand eingesetzten Medienkommission der SPD (seit 2014: „Medien- und netzpolitische Kommission“).
Von Juli 2010 bis Juni 2017 war Eumann Staatssekretär bei Angelica Schwall-Düren, Ministerin für Bundesangelegenheiten, Europa und Medien des Landes Nordrhein-Westfalen.
Im Januar 2013 wurde bekannt, dass Pöttker wenige Monate nach der Verleihung des Doktorgrades an Eumann bei der Staatskanzlei NRW die Förderung einer journalistischen Initiative beantragt und dafür 210.000 Euro Projektmittel erhalten hatte. Eumann hatte sich im Vorfeld der Entscheidung für befangen erklärt. Dies wurde durch die Innenrevision der Staatskanzlei bestätigt. Die Opposition im Landtag Nordrhein-Westfalens kritisierte deren Bericht als nicht hinreichend transparent und unabhängig.

### Tätigkeit in Medien und Kommunikation
In den Jahren 1985 bis 1990 arbeitete Eumann zudem als Journalist u. a. für den WDR, das Deutschlandradio und den Kölner Stadt-Anzeiger. Von 1990 bis 1992 war Eumann Referent für publizistische Aktivitäten im Büro des Oberbürgermeisters der Stadt Köln. Anschließend war er zunächst als Referent, dann bis 1995 als Leiter des Referates „Politische Kommunikation und Analysen“ im Ministerium für Arbeit, Gesundheit und Soziales in Nordrhein-Westfalen tätig.
Eumann ist seit 2006 Kuratoriumsmitglied des Landesensemble MusikFabrik. Er war von 1995 bis 2010 Mitglied im WDR-Rundfunkrat, von 2010 bis 2016 im ZDF-Fernsehrat und von 2016 bis 2017 im Deutschlandradio-Verwaltungsrat. Von 2005 bis 2017 war er Mitglied des Kuratoriums der Kunsthochschule für Medien Köln.
Am 4. Dezember 2017 wurde Eumann als einziger Kandidat und unter Ausschluss der Öffentlichkeit mit 19 von 34 Stimmen in der Versammlung der Landeszentrale für Medien und Kommunikation Rheinland-Pfalz zu deren neuem Direktor gewählt, während 8 Wahlberechtigte der Wahl fernblieben. Dieses Vorgehen wurde aus mehreren Gründen kritisiert. Unter anderem wurde die Stelle nicht ausgeschrieben, sondern Eumann von einer Findungskommission ausgewählt, die einzige Kandidatur wurde gegenüber der Öffentlichkeit bis zur Wahl geheim gehalten und zwei weitere Bewerbungen blieben unter Hinweis auf die bereits abgeschlossenen Auswahl der Findungskommission unberücksichtigt. Darüber hinaus hatte Eumann zu seiner Zeit als Staatssekretär in Nordrhein-Westfalen durchgesetzt, dass Bewerber für die Leitung der dortigen Landesmedienanstalt Volljuristen sein und mehr als 18 Monate aus der aktiven Politik ausgeschieden sein müssen (beides Kriterien, die auf ihn selbst nicht zutreffen), wodurch der Amtsinhaber in NRW Jürgen Brautmeier (CDU) nicht erneut antreten konnte, was als „Machtspiel“ kritisiert und kontrovers diskutiert wurde. Die Ernennung war Thema der Landtagsdebatte am 13. Dezember 2017. Die Juraprofessoren Hubertus Gersdorf und Hans-Werner Laubinger zweifelten die Verfassungsmäßigkeit des Verfahrens zur Besetzung der Stelle im Zusammenhang mit dem Leistungsgrundsatz aus Artikel 33 Absatz 2 des Grundgesetzes an. Am 27. Dezember 2017 scheiterte der Medienrechtsanwalt Markus Kompa – einer der beiden nicht zur Wahl zugelassenen Bewerber – beim Verwaltungsgericht Neustadt an der Weinstraße mit dem Antrag auf einstweilige Anordnung, den Anstellungsvertrag Eumanns zunächst nicht abzuschließen und die Stelle öffentlich auszuschreiben. Am 29. März 2018 blieb er beim Oberverwaltungsgericht Rheinland-Pfalz auch in zweiter Instanz erfolglos. Das OVG sah eine missbräuchliche Inanspruchnahme des vorläufigen Rechtsschutzes, da es an der Ernsthaftigkeit der Bewerbung Kompas fehle, die sich hauptsächlich damit befasse, den Mitbewerber herabzusetzen und in grotesk übersteigerter Form angebliche eigene Vorzüge hervorzuheben. Am 1. April 2018 trat Eumann sein Amt an. Als Folge der umstrittenen Wahl Eumanns sollte Rheinland-Pfalz ein neues Landesmediengesetz bekommen und die Direktorenstelle künftig öffentlich ausgeschrieben werden.
Am 20. Juni 2023 wurde Eumann nach einer öffentlichen Ausschreibung für eine zweite Amtszeit wiedergewählt, die im April 2024 beginnt. Er konnte sich im ersten Wahlgang gegen zwei Mitbewerber durchsetzen.

### Privates
Eumann ist evangelisch und lebt in Köln. Er ist verheiratet mit der NRW-Landtagsabgeordneten Carolin Kirsch. Sie haben drei Töchter.

## Schriften (Auswahl)
- Neue Medienordnung. Plädoyer für eine rasche Reform des Rechts. In: epd medien 25/2006.
- Fußball für Viele. Bundesliga und „Sportschau“: Ein Plädoyer auf das Recht auf mediale Teilhabe. In: Funkkorrespondenz 10/2008.
- Wert und Stellenwert. Anmerkungen zum Entwurf des 12. Rundfunkänderungsstaatsvertrages. In: Funkkorrespondenz 17/2008.
- Nichts bleibt, wie es war – Vieles verändert sich, gute Inhalte bleiben gefragt – Aspekte sozialdemokratischer Medienpolitik in der Welt zwischen 0 und 1. In: Rundfunk-Perspektiven. Festschrift für Fritz Raff. Hrsg. vom Institut für Europäisches Medienrecht. Baden-Baden 2008.
- Plädoyers für ein neues Zusammenwirken von Regulierung und Selbstregulierung. Hrsg. von Marc Jan Eumann und Martin Stadelmaier. Berlin 2009.
- Kein Aufbruch in Sicht – Anmerkungen zur NRW Medienpolitik. In: Funkkorrespondenz 28–29/2009.
- Guter Rat – Gremienaufsicht: notwendig, aber auch reformbedürftig. In: Professionalisierung der Medienaufsicht. Neue Aufgaben für Rundfunkräte – die Gremiendebatte. Hrsg. von Volker Lilienthal. epd-Medien, Wiesbaden 2009.
- Für ein Wunder in kleinen Schritten. Aktuelle Probleme in der Vielfaltsicherung. Dokumentation. In: epd medien 50/2009.
- Aktuelle Tendenzen und Entwicklungen in der Gesetzgebung zur Vielfaltssicherung. In: Publizistischer und ökonomischer Wettbewerb unter den Bedingungen der neuen Medienwelt. Schriftenreihe des Instituts für Rundfunkrecht an der Universität zu Köln. Bd. 103. Hrsg. von K. Stern, K.-N. Peifer und K.-E. Hain. München 2010.
- Mediennutzung im digitalen Zeitalter. Der digitale Konsument – Herausforderungen für Politik und Gesellschaft. In: Media Reloaded. Hrsg. von A. Picot und A. Freyberg. Heidelberg 2010.
- Wo bitte geht's zur Zukunft? Rezepte für Überlebensstrategien. In: Neue Wahrheiten. Wer traut wem in der vernetzten Welt?. Hrsg. von Eva Appel. Mainz 2010.
- Media Governance – Anreize schaffen, Vielfalt sichern. In: Vom Bau des digitalen Hauses. Festschrift für Norbert Schneider. Hrsg. vom Institut für Informations-, Telekommunikations- und Medienrecht. Berlin 2010.
- Internet a la carte – Wer oder was bleibt zukünftig auf der Strecke? Anmerkungen zur Debatte über die Netzneutralität und die Zukunft des Internets. In: Funkkorrespondenz 47/2010.
- Politische Meinungsbildung und die partizipative Gesellschaft Web 2.0 – Applikationen zur Vorbereitung medienpolitischer Diskussionen?. In: Europäisches und nationales Medienrecht im Dialog. Festschrift aus Anlass des 20-jährigen Bestehens des EMR. Hrsg. vom Institut für europäisches Medienrecht e.V. Baden-Baden 2010.
- Journalismus am Abgrund. Wie wir in Zukunft Öffentlichkeit finanzieren. Berlin 2011.
- Vielfaltsicherung in Zeiten der Konvergenz – Alter Wein in neuen Schläuchen oder: Aufbruch zu neuen Ufern?. In: Die Medienordnung der Zukunft – Studien zum deutschen und europäischen Medienrecht, Band 46. Frankfurt am Main 2011.
- Der neue Rundfunksbeitragsstaatsvertrag. In: Die Macht der Medien. Medienrechtliches Kolloquium zum 75. Geburtstag von Hartmut Schiedermair. Studien zum deutschen und europäischen Medienrecht. Band 49. Frankfurt am Main 2011.
- Mehr Medienpolitik. Impulse statt Generalabrechnung: Von der Rundfunk- zur Netzpolitik. In: Funkkorrespondenz 31–32/2011.
- Der deutsche Presse-Dienst. Nachrichtenagentur in der Britischen Zone 1945-1949. Die Geschichte einer Medieninstitution im Nachkriegsdeutschland (= Dissertationsschrift). Herbert von Halem Verlag, Köln 2011. ISBN 978-3-86962-055-8.
- Marc Jan Eumann/Frauke Gerlach/Tabea Rößner/Martin Stadelmaier (Hg.): Medien, Netz und Öffentlichkeit. Impulse für die digitale Gesellschaft, Essen 2013.
- So entscheiden wir uns selbst. 150 Jahre Sozialdemokratie in Dünnwald. 1864 – 2014, Berlin 2014.
- Essentials of Europe out of the Perspective of Northrhine-Westphalia, in: Peter Markus et al. (Hg.), Europe: where does it begin, where does it end?, Schwerte 2014.
- Warum wir auch in Zukunft Sortierer und Einordner brauchen, in: Lothar Schröder (Hg.), Ein Plädoyer für die Wissensgesellschaft. Warum wir guten Journalismus brauchen. Festschrift für Esther Betz, Düsseldorf 2014.
- Konrad Lischka/Marc Jan Eumann, Wir müssen über Peering reden. Sieben Thesen zur Netzneutralität, in: https://netzpolitik.org/.../wir-muessen-ueber-peering-reden-sieben-thesen-zur-netzneut, 2014.
- Peter Baum - Sozialdemokrat und Gewerkschafter, in: Bürgerstiftung Dünnwald (Hg.): 900 Jahre Dünnwald. Geschichte im Wandel der Zeit. Köln 2016, S. 238–247.
- Mehr Coopetition wagen, in: BDZV (Hg.): Wir haben viel vor! Festschrift für Helmut Heinen, Berlin 2016.
- Jürgen Brautmeier/Marc Jan Eumann, Wir müssen über das digitale Radio reden, in: FAZ, 17. April 2016.
- Carsten Brosda/Marc Jan Eumann, Zeitgemäße Regeln für digitale Mittler, in: Medienkorrespondenz August 2016: http://www.medienkorrespondenz.de/leitartikel/artikel/zeitgemaesse-regeln-fuernbspdigitalenbspmittler.html.
- Deutschland braucht moderne Anreizmodelle für die Gamesbranche, in: blickpunkt film, Mai 2017.
- Qualitätsmanagement in Zeiten der Turbo-Kommunikation. Ein essenzielles Prinzip von Journalismus droht verloren zu gehen. Zur Bedeutung des Vier-Augen-Prinzips, in: www.carta.info/84756/qualitaetsmanagement-zeiten-der-turbo-kommunikation/, 2017.
- Marc Jan Eumann/Alexander Vogt (Hg.): Medien und Journalismus 2030. (Bibliothek des Journalismus Bd. 6), Essen 2017.
- Marc Jan Eumann/Henning Mellage: Jugendschutz im Netz, Rechtlich unbedenkliche Eignungsbeurteilung von JusProg: Was jetzt zu tun ist, in: Medienkorrespondenz 5/21, S. 3–6.
- Gestaltungsspielräume. Medienregulierung und lokale Vielfalt, in: Kurp/Lendzian/Milbret (Hg.): Journalismus auf zwei Säulen. Drei Jahrzehnte Lokalfunk in Nordrhein-Westfalen, Wiesbaden 2022, S. 109–115.
- Petra Müller/Jörg Ukrow, Zur Prüfung von Angeboten mit (simuliertem) Online-Glücksspiel nach dem JMStV, in: BzKJ AKTUELL 1/2023, S. 22–25.
- „Es war ein Schlammbad“ 100 Jahre Waldbad Dünnwald. 1923-2023, Köln 2023.